# Syntheosciurus brochus
Lo scoiattolo di montagna di Bangs (Syntheosciurus brochus Bangs, 1902), unica specie del genere Syntheosciurus Bangs, 1902, è uno scoiattolo arboricolo originario del Centroamerica.

## Descrizione
Il corpo dello scoiattolo di montagna di Bangs misura 15–17 cm e la coda 12–15 cm. La pelliccia è morbida, lanosa, e generalmente di colore scuro. Le regioni superiori possono essere di un colore misto oliva-tenné o camoscio-cannella e nero. Le regioni inferiori, specialmente lungo la linea mediana, sono di un caratteristico colore arancio-rossiccio. Le orecchie sono brevi, e sugli incisivi superiori di alcuni esemplari è presente una scanalatura centrale ben definita. Il cranio ricorda quello delle specie di Microsciurus, ma è più arcuato e il margine anteriore delle ossa frontali è bombato. Le femmine hanno sei mammelle.

## Distribuzione e habitat
Lo scoiattolo di montagna di Bangs vive nelle regioni centrali e orientali della Costa Rica e in quelle occidentali di Panama. Fino a tempi recenti era noto solamente a partire da quattro esemplari catturati a 1920–2150 m di altitudine, ed era sconosciuto addirittura ai cacciatori locali che accompagnavano i naturalisti. Sebbene le informazioni inerenti alla specie siano ancora piuttosto scarse, negli ultimi anni la situazione è notevolmente migliorata. Scoiattoli di montagna di Bangs vengono attualmente osservati fino a 2600 m di quota in foreste primarie e secondarie, nelle macchie e al limitare dei pascoli. Tre nidi sono stati trovati in tre cavità degli alberi a 6–12 m di altezza.

## Biologia
Lo scoiattolo di montagna di Bangs è prevalentemente diurno e picchi nell'attività sono stati registrati tra le 08:00 e le 10:00, tra le 12:00 e le 15:00 e tra le 16:00 e le 17:30. Va in cerca di cibo nel sottobosco, tra la lettiera della foresta e sul suolo. La dieta consiste perlopiù di fiori, gemme, foglie e linfa.
Sono stati osservati due gruppi sociali, entrambi costituiti da un maschio adulto, una femmina adulta e da due-cinque piccoli. I piccoli sono stati visti condividere il nido con gli adulti, ma di solito non vanno in cerca di cibo con loro. Le coppie di adulti, tuttavia, sono state viste spesso insieme sia dentro che fuori dal nido e potrebbero costituire un'associazione prolungata unica tra gli scoiattoli arboricoli. Un accoppiamento è stato osservato il 18 febbraio. Uno dei quattro esemplari originari noti era una femmina che stava allattando i piccoli nel mese di aprile.

## Conservazione
Lo scoiattolo di montagna di Bangs occupa un areale che, pur essendo molto ristretto, risulta piuttosto sfavorevole alle attività umane. La IUCN lo inserisce tra le specie prossime alla minaccia.